# Alexis Alégué
Alexis Alégué Elandi (Yaoundé, 23 dicembre 1996) è un calciatore camerunese con cittadinanza francese, centrocampista dello Jablonec.

## Carriera

### Club

#### Nantes
Nato a Yaoundé, in Camerun, da bambino si trasferisce in Francia con la famiglia. Inizia a giocare a calcio nelle giovanili del Nantes. Nel 2015 viene convocato in prima squadra con cui esordisce il 4 novembre 2015 nella vittoria esterna per 1-2 contro il Nizza, segnando anche il suo primo gol con I canarini.

#### Tours
Il 16 ottobre 2018 si trasferisce in prestito al Tours. Il 19 ottobre 2018 esordisce in Championnat National nella sconfitta casalinga per 0-2 contro il Rodez.

### Nazionale
Nel 2012 viene convocato nella nazionale Under-16 francese con cui disputa una sola partita il 30 maggio 2012 contro i pari età della Germania.
Il 10 ottobre 2016 viene convocato nella nazionale Under-23 del Camerun, con cui disputa una partita contro i pari età del Marocco segnando il gol dell'1-0.